# Pluto

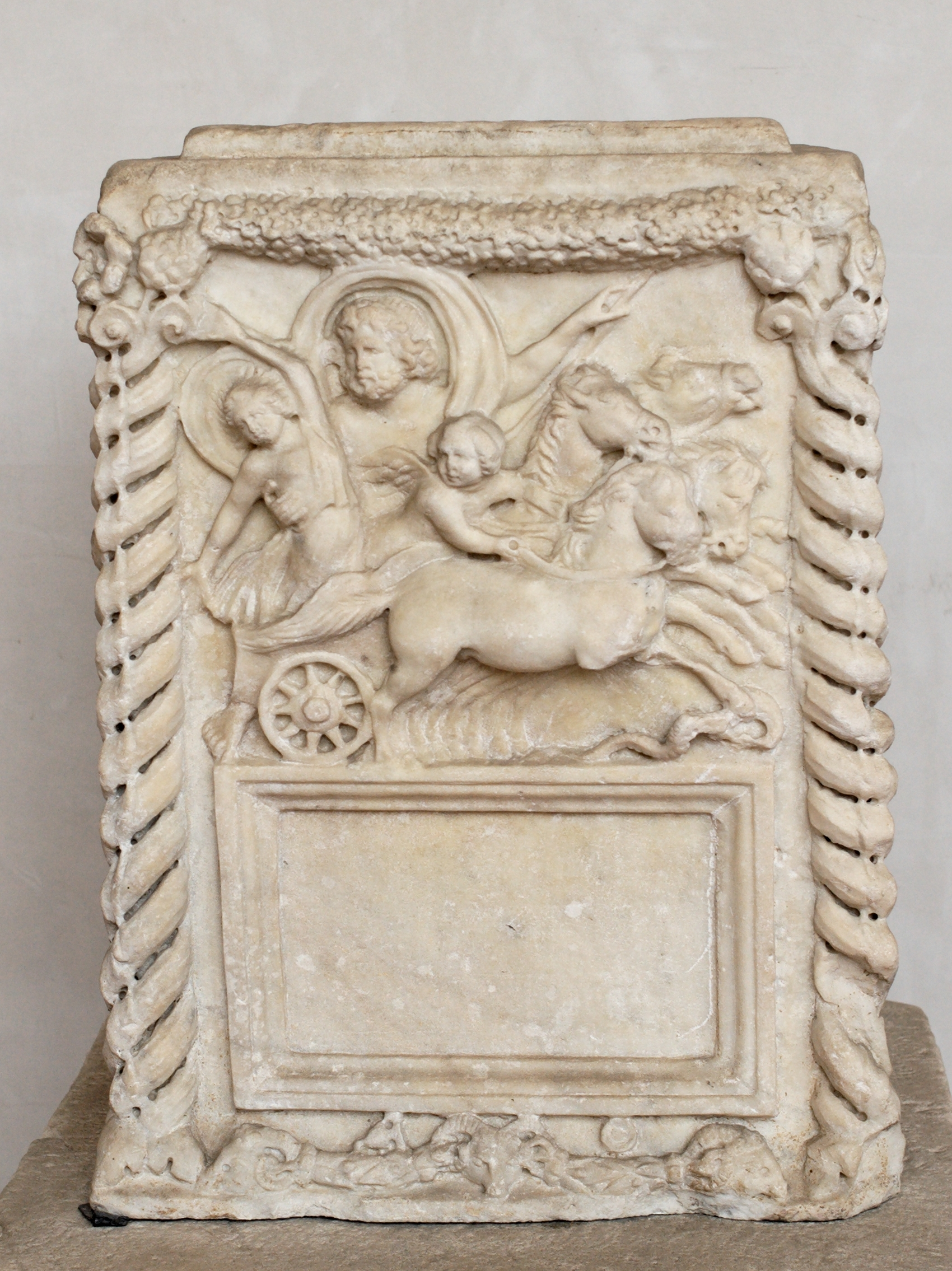
Pluto

Pluto (tiếng Hy Lạp: Πλούτων, Ploutōn) là người cai quản địa ngục trong thần thoại La Mã (tương đương với Hades trong thần thoại Hy Lạp). Ploutōn thường hợp nhất với Ploutos (Πλοῦτος, Plutus), vị thần của sự giàu có, vì nguồn khoáng sản giàu có được tìm thấy dưới đất, và bởi vị thần Pluto cai quản đất ngầm giàu những hạt giống cần thiết cho mùa màng bội thu.
Tên Ploutōn được sử dụng rộng rãi với các bí ẩn Eleusinia, trong đó Pluto được tôn kính như một người cai trị nghiêm khắc nhưng là người chồng yêu thương của Proserpina. Hai vợ chồng nhận được linh hồn trong thế giới bên kia, và được gợi lại với nhau trong các câu văn tôn giáo. Ngược lại, Hades có ít đền thờ và các hoạt động tôn giáo gắn liền với anh ta, và ông được miêu tả như là kẻ bắt cóc bóng tối và bạo lực của Persephone.